# Clypeobarbus
Clypeobarbus is een geslacht van straalvinnige vissen uit de familie van eigenlijke karpers (Cyprinidae).

## Soorten
- Clypeobarbus bellcrossi (Jubb, 1965)
- Clypeobarbus bomokandi (Myers, 1924)
- Clypeobarbus congicus (Boulenger, 1899)
- Clypeobarbus hypsolepis (Daget, 1959)
- Clypeobarbus pleuropholis (Boulenger, 1899)
- Clypeobarbus pseudognathodon (Boulenger, 1915)
- Clypeobarbus schoutedeni (Poll & Lambert, 1961)